# Коршунов, Дмитрий Павлович
Дмитрий Павлович Коршунов (1911—1983) — советский шашист (русские шашки), теоретик. Бронзовый призёр чемпионата СССР 1945 года. мастер спорта СССР. 13 лет был чемпионом РСФСР по русским шашкам 1935—1948 , чемпион Тюмени 1946.

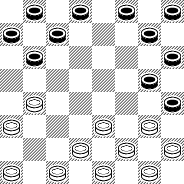
Табия дебюта Защита Святого — Коршунова

В довоенные годы стал известен как теоретик, разработал дебют, известный как Защита Святого — Коршунова.
Табия дебюта возникает после ходов 1.cd4 fg5 2.bc3 gh4 3.cb4 de5 4.df6 eg5 (см. на диаграмме). Этот вариант с разменом разработал за чёрных
ещё в довоенное время ленинградский мастер Дмитрий Коршунов.
Возможные ответы белых:
5. ba5 (наиболее исследованный); 5. bc5.
Идея Коршунова — в реализации слабостей естественного хода 5.bа5, на что следовал ответ: 5... bc5 6.ab2 fe7 7.gf4 gf6 8.dc3 ed6 9.cb4 hg7 10.ed4 (к поражению ведет 10.hg3? ввиду 10... cb6! 11.a:e5f:d4 12.b:d6dc7 13.e:c5g:e3 14.f:d4 c:a1+)  10... c:e3 11.f:d2 fe5 12.bc5 d:b4 13.a:c3 ab6 14.ab4 de7 15.bc5 (намного хуже продолжать 15.ba3, тогда возможно 15... cd6 16,ba5 bc5, и у черных отличная позиция, так как не проходит жертва шашки: 17.аb4?с:аЗ 18.аЬ6 из-за 18...gf4! и после 19.bc7 hg3! 20.f:h4  e3 21.d:f4 e:g3 как бы белые не побили, все равно последует 22... ef6, 23... f:b2+) 15... b:d4 16.cb4 с примерным равенством.
В военные годы Коршунов эвакуировался в Тюмень, работал на Тюменской судоверфи инженером в секретном цехе. Инициатор проведения чемпионата Тюмени 1946 года.
Вернулся в Ленинград в 1948 году, где также стал чемпионом Ленинграда. Один из соперников Василия Сокова.